# Mercedes-Benz třídy B
Merdeces benz B je třída kompaktních MPV firmy Mercedes-Benz, která se vyrábí od roku 2005 až do současnosti (k roku 2010). Je to v podstatě zvětšená třída A, která nabízí i silnější motory. Jako u jiných modelů Mercedes-Benz při čelním nárazu jde motor pod kabinu. V rámci měření emisí se tento model vešel EURO 4, při osazení motorem B160 nebo B180 dokonce do skupiny EURO 5. Většinou se prodává v stříbrné, šedé a černé barvě s černým interiérem. Maximální rychlost se pohybuje kolem 200 km/h. Zrychlení se pohybuje kolem 11,6 sekund z nuly na 100 km/h. Průměrná spotřeba je 6,5 l na 100 km. V roce 2011 byla představená druhá generace.

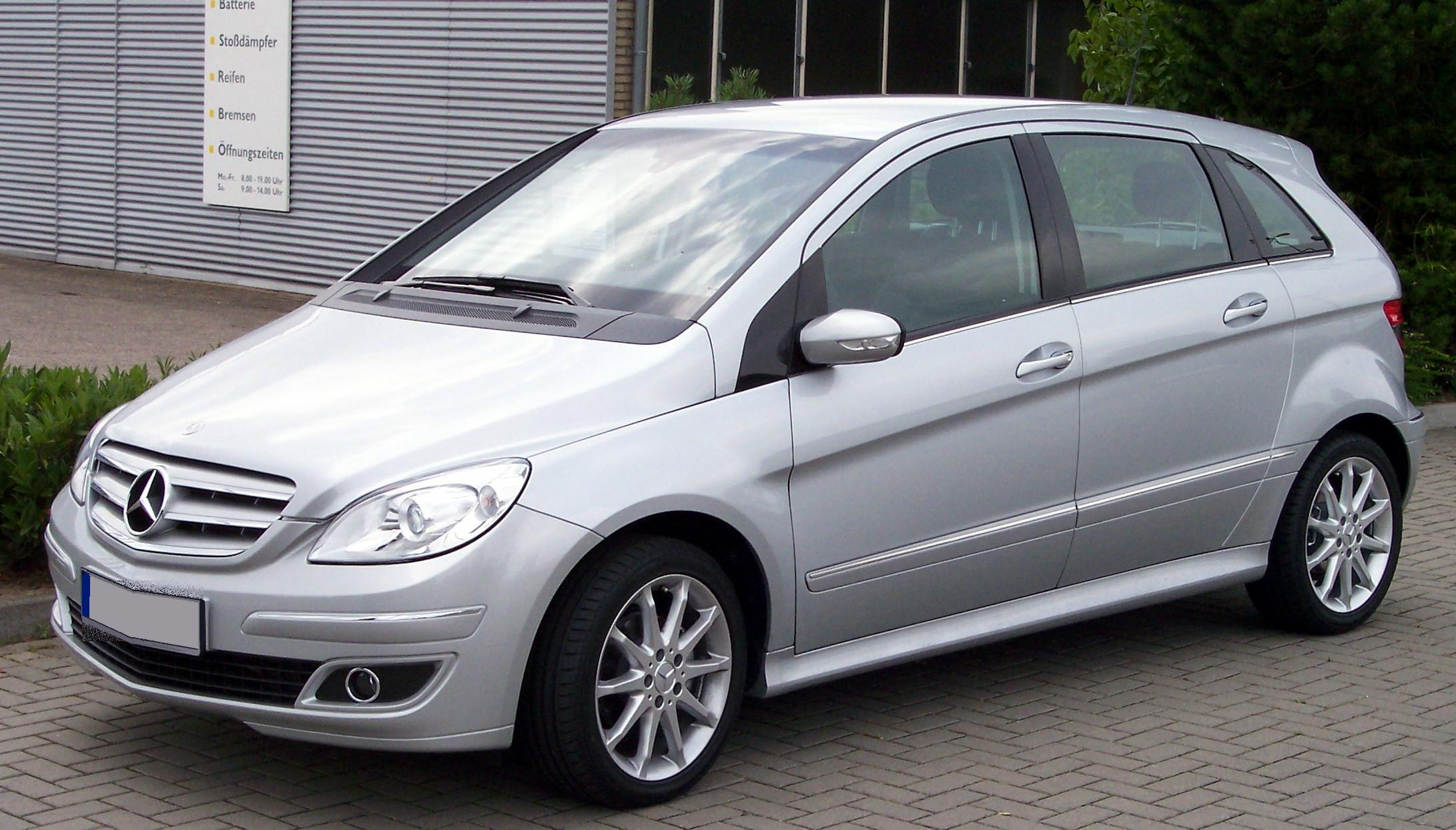
První generace (W245)
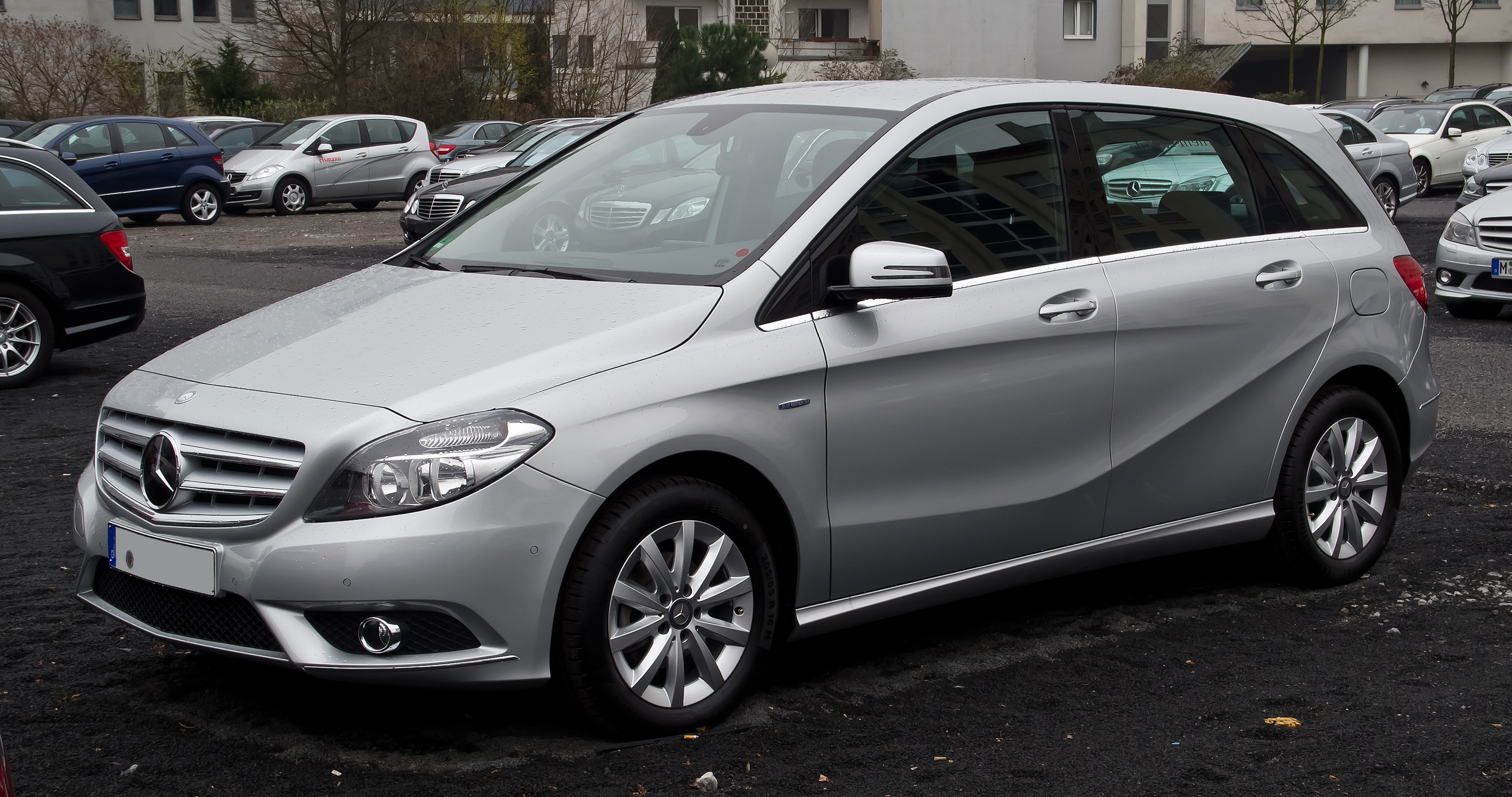
Druhá generace (W246)